# 方領 (あま市)
方領（ほうりょう）は、愛知県あま市の地名。

## 地理

### 河川・池沼
- 福田川

### 交通
- 愛知県道128号給父清須線
- 八神街道

### 施設
- 須佐之男社
- 八幡社
- 方領第1ちびっ子広場

## 歴史

### 沿革
- 江戸時代 - 尾張藩領清洲代官所支配の尾張国海東郡方領村として所在[1]。
- 1872年（明治5年） - 日新館分教場が設置される[1]。
- 1873年（明治6年） - 日新館分教場が通敏学校と改称される[1]。
- 1877年（明治10年） - 通敏学校が方領学校と改称される[1]。
- 1881年（明治14年） - 方領学校から新居屋学校が分離される[1]。
- 1889年（明治22年） - 春富村大字方領となる[1]。また、方領学校は石作学校と改称[1]。
- 1891年（明治24年） - 濃尾地震により多くの建物が倒壊[1]。
- 1893年（明治26年） - 石作学校は森春尋常小学校となる[1]。
- 1906年（明治39年） - 甚目寺村大字方領となる[1]。
- 1932年（昭和7年） - 甚目寺町大字方領となる[1]。
- 1943年（昭和18年） - 東部の田畑に清洲飛行場が建設される[1]。

### 人口の変遷
国勢調査による人口および世帯数の推移。
| 1995年（平成7年）  | 77世帯 306人  |  |
| 2000年（平成12年） | 77世帯 276人  |  |
| 2005年（平成17年） | 76世帯 259人  |  |
| 2010年（平成22年） | 87世帯 275人  |  |
| 2015年（平成27年） | 163世帯 443人 |  |
| 2020年（令和2年）  | 171世帯 450人 |  |

### WEB
1. ↑  “愛知県あま市の町丁・字一覧”.   人口統計ラボ. 2024年4月30日閲覧。
2. 1 2  総務省統計局 (2022年2月10日). “令和2年国勢調査の調査結果(e-Stat) - 男女別人口，外国人人口及び世帯数－町丁・字等” (CSV). 2023年8月2日閲覧。
3. ↑  “読み仮名データの促音・拗音を小書きで表記するもの(zip形式) 愛知県” (zip).   日本郵便 (2024年2月29日). 2024年3月26日閲覧。
4. ↑  “市外局番の一覧” (PDF).   総務省 (2022年3月1日). 2022年3月22日閲覧。
5. ↑  “ナンバープレートについて”.   一般社団法人愛知県自動車会議所. 2024年1月21日閲覧。
6. ↑  総務省統計局 (2014年3月28日). “平成7年国勢調査の調査結果(e-Stat) - 男女別人口及び世帯数 －町丁・字等” (CSV). 2021年7月20日閲覧。
7. ↑  総務省統計局 (2014年5月30日). “平成12年国勢調査の調査結果(e-Stat) - 男女別人口及び世帯数 －町丁・字等” (CSV). 2021年7月20日閲覧。
8. ↑  総務省統計局 (2014年6月27日). “平成17年国勢調査の調査結果(e-Stat) - 男女別人口及び世帯数 －町丁・字等” (CSV). 2021年7月21日閲覧。
9. ↑  総務省統計局 (2012年1月20日). “平成22年国勢調査の調査結果(e-Stat) - 男女別人口及び世帯数 －町丁・字等” (CSV). 2021年7月21日閲覧。
10. ↑  総務省統計局 (2017年1月27日). “平成27年国勢調査の調査結果(e-Stat) - 男女別人口及び世帯数 －町丁・字等” (CSV). 2021年7月21日閲覧。

### 書籍
1. 1 2 3 4 5 6 7 8 9 10 11 12  「角川日本地名大辞典」編纂委員会 1989, p. 1206.